# L'uomo in nero
L'uomo in nero (Judex) è un film del 1963 diretto da Georges Franju.
Si tratta di una rilettura della storica serie Judex.
La pellicola, di produzione franco-italiana, è considerata una delle opere più vicine al surrealismo realizzate da Franju: il regista non ha infatti riproposto in maniera pedissequa la vicenda come venne narrata da Louis Feuillade, ma ha eliminato i vari gadget tecnologici del Judex originale inserendo invece elementi magici ed onirici come, nella scena del ballo, i costumi d'ispirazione ornitologica.

## Trama
Il signor Favraux, banchiere di successo, riceve una lettera intimidatoria il giorno del party per festeggiare il ventennale dalla fondazione del suo istituto di credito: si tratta di un messaggio mandato da un certo Judex (parola latina che vuol dire "giustiziere") che lo minaccia di restituire ai poveri quanto ha rubato entro la mezzanotte, pena la morte. Nonostante il banchiere abbia effettivamente delle colpe (venti anni prima ricattò delle persone importanti con dei documenti scottanti per poter avere i fondi per aprire la sua banca), egli ignora il messaggio ed anzi travolge con l'automobile l'unico testimone che potrebbe accusarlo, il signor Kerjean. La sera, durante la festa in maschera, il banchiere cade morto allo scoccare della mezzanotte.
Dopo i funerali la sua giovane figlia, la graziosa vedova Jacqueline, ed il suo fidato consigliere, l'anziano signor Vallières, lasciano la grande villa di Favraux. Durante la notte precedente al trasloco di Jacqueline, però, fanno irruzione nella casa due ladri: sono Diana ed il suo compagno Moralès alla ricerca dei documenti compromettenti; Diana è la vera identità di quella che si spacciava come Marie Verdier, istitutrice di Alice, figlia di Jacqueline, e conosce i segreti del banchiere Favraux. Jacqueline li scopre mentre rovistano nello studio e viene rapita dalla coppia. Sarà il bizzarro detective Cocantin (col suo piccolo aiutante Réglisse) a scoprire le ragioni delle azioni di Judex ed a risolvere la situazione.

## Accoglienza

### Critica
Nonostante sia stato premiato dalla coppa Jean-Georges Auriol consegnata all'unanimità della giuria, il film ha ricevuto una pessima accoglienza critica alla sua uscita: Pino Farinotti liquida il film con due stelle su cinque e lo definisce un «intricato fumettone», ed anche in patria la pellicola è stata mal recepita dato l'ingombrante precedente della fonte (particolarmente amata dalla stampa specializzata) a cui si ispirava. Con il tempo, comunque, la pellicola è stata rivalutata alla luce della grande potenza poetica ed evocativa delle sue immagini.

## Riconoscimenti
- Coppa Jean-Georges Auriol 1963